# Polar Friendship Glacier
Der Polar Friendship Glacier (englisch für Polarfreundschaftgletscher, polnisch Lodowiec Przyjaźni Polarnej) ist ein großer Gletscher an der Südküste von King George Island im Archipel der Südlichen Shetlandinseln. Er liegt am Kopfende des Collins Harbour. 
Russische Wissenschaftler benannten ihn zunächst als Collins-Gletscher (russisch Ледник Коллинз Lednik Collins) in Anlehnung an die Benennung der Bucht, in die der Gletscher mündet. Polnische Wissenschaftler benannten ihn dagegen 1980 anlässlich der Freundschaften zwischen den Wissenschaftlern auf der polnischen Arctowski-Station mit denjenigen auf der russischen Bellingshausen-Station und der chilenischen Base Presidente Eduardo Frei Montalva, die allesamt auf der Fildes-Halbinsel angesiedelt sind.